# Catherine Zeta-Jones
Catherine Zeta-Jones (25. rujna 1969.), velška glumica i oskarovka koja pretežno živi u SAD-u.
Rodila se u Swanseau, primorskom gradu na južnoj obali Walesa. Majka Paticia bila je irska krojačica, a otac David bio je vlasnik tvornice slatkiša. Ima dvoje braće, Davida i Lyndona.
Ime je dobila po bakama. Očeva majka bila je Zeta Jones, a majčina majka bila je Katherine Fiar.
Već zarana je primjećen njen glumački talent, iako ga je prvotno izražavala za obitelj i prijatelje. Vrlo rano je napustila školu, a prvi glumački posao bile su joj reklame.
Iako je prvotno orijentirana na film, ni kazalište joj nije strano, pa je u West Endu ostvarila niz sjajnih uloga.
Jednom je nastupala u lokalnom Velikom kazalištu, a u Swansea je bio došao Mickey Dolenz ( "The Monkees"). Želio ju je angažirati za jedan od svojih projekata. Bio je toliko očaran njenom izvedbom da joj je ponudio da ga prati na ostatku turneje.
Profesionalno je na filmu debitirala u 18. godini. Mjesto radnje je bila Francuska, a film "1001 noć", redatelja Phillipea de Broce.
Glumila je i u nizu britanskih i američkih televizijskih serija.
Slavu na Otoku donijela joj je serija "Dražesni pupoljci svibanjski" gdje je glumila Mariette, najstariju kći Pa Larkina (David Jason).
Do sada je ostvarila 23 uloge nasuprot mnogim slavnim partnerima: Michael Douglas, George Clooney, Liam Neeson, Anthony Hopkins, Antonio Banderas, Sean Connery.
Brat David je producent u njenoj filmskoj kompaniji, a Lyndon je njen osobni menadžer.
Od 2000. godine udana je za Michaela Douglasa, s kojim ima sina Dylana Michaela (po velikom velškom pjesniku Dylanu Thomasu) i kćer Carys Zeta Douglas.
Oscara je dobila 2003. godine za ulogu Velme Kelly u mjuziklu Chicago.
Tražila je vlasulju s frizurom tipičnom za 1920-te godine, jer je željela da joj se vidi lice i da obožavatelji ne sumnjaju da je sve plesne scene odradila sama.
Ističe se ljepotom i talentom, ponosna je što je Velšanka. Jako dobro pjeva i pleše.
Na njenom vjenčanju pjevao je tradicionalni zbor, a njen prsten imao je keltski motiv.

## Vanjske poveznice
- Catherine Zeta-Jones u internetskoj bazi filmova IMDb-u (engl.)